# عشق ابدی (فیلم ۱۹۸۴)
عشق ابدی (انگلیسی: Everlasting Love) فیلمی در ژانر رمانتیک است که در سال ۱۹۸۴ منتشر شد. از بازیگران آن می‌توان به اندی لاو و ایرن وان اشاره کرد.